# 橋本晋治
橋本 晋治（はしもと しんじ、1967年10月6日 - ）は、日本のアニメーター。京都府出身。同じくアニメーターの橋本浩一は兄。
テレコム・アニメーションフィルムを経て、フリーのアニメーターとして劇場作品を中心に活動する。

## 経歴
1979年の劇場版『銀河鉄道999』のブームの頃、3歳上の兄、橋本浩一の影響で金田伊功の作画を好きになる。そこから小松原一男、杉野昭夫などにも興味を持つようになり、アニメーターを志す。
1986年に高校を卒業すると、先に東京に出てアニメーターになった兄を追うように3年遅れで上京し、テレコム・アニメーションフィルムに入社。富沢信雄に指導を受ける。
1年ほどでテレコムを辞めてフリーになり、テレビアニメ『きまぐれオレンジ☆ロード』で原画デビュー。
1989年、大平晋也と出合い、St. BREAKを結成。大平と共同で作画監督を務めた『THE八犬伝』第1話「万華鏡」で業界の注目を集める。
1991年、『夢枕獏 とわいらいと劇場』の「骨董屋」と「四畳半漂流記」に参加。「四畳半漂流記」では初演出を担当した。
1994年、『THE八犬伝 〜新章〜』の第3話「妖猫譚」の作画監督を橋本単独で務める。橋本と第4話「はまじ再臨」の作画監督を一緒にやるつもりだった大平は、代わりに湯浅政明を共同作業に誘った。
『THE八犬伝 〜新章〜』の後、大平が一度業界を辞めて郷里に帰ったため、気が抜けた橋本も京都に帰郷し、1年ほどアニメーション制作から離れた。
1996年、『X -エックス-』『天地無用! in LOVE』『地獄堂霊界通信』で京都に居住したまま業界復帰。
1998年、映画『SPRIGGAN』と『PERFECT BLUE』の仕事を請ける。『PERFECT BLUE』は仕上げたものの、『SPRIGGAN』の作業が全く進まず、制作会社STUDIO4℃社長の田中栄子に東京に呼び出される。そしてCGI担当の4℃の安藤裕章宅に居候しながら残りの仕事を仕上げた。
『SPRIGGAN』が終わったら京都に帰るつもりだったが、スタジオジブリの田辺修に『ホーホケキョ となりの山田くん』に誘われて参加。そのままその後も東京に残り続けることになった。
2013年公開の『かぐや姫の物語』（高畑勲監督）では、姫が宴の席から脱走するシーン（予告編にも使用）を手がけた。

## 人物・作風
リアル系作画を代表するアニメーターの一人。自分で芝居したビデオを参考に作画をするという独特の手法をとり、よりリアリティのある作画を実現している。映画『ユンカース・カム・ヒア』の頃からビデオを撮ってそれを参考にして作画するようになり、それ以降、ほとんどの作品で行っている。芝居するのが恥ずかしくて最初は自撮りしていたが、『THE八犬伝』から他人と撮り合うようになる。始めた理由は、アニメーターになる前にデッサンなど絵の勉強をしたことが無く、他のアニメーターとの差を感じていたから。映像はあくまで参考で、模写をするというよりも実際に自分で芝居をしてその感覚を活かすために行っている。また実際に演技できないアクションシーンなどは実写映画を参考にすることもある。
顕著な影響を受けたアニメーターは、大平晋也、うつのみやさとる、磯光雄の3人。大平には最も大きな影響を受け、公私にわたって交流している。1989年の『御先祖様万々歳!』で出会ってすぐに意気投合し、『エンゼルコップ』にSt. BREAKというスタジオ名で参加し、以後、一緒に仕事をするようになる。うつのみやについては、1987年の『真魔人伝 バトルロイヤルハイスクール』と劇場版『ダーティペア』でファンになった。彼の大胆かつ繊細な部分にインパクトを感じ、その格好良さや個性的で面白い所に惹かれたという。磯には、とにかく原画の枚数が多いところと、すべての絵を原画で描いてしまっているところに驚かされた。彼の真似をしてみたが上手く行かなかったという。
自分の作品を作りたいという気持ちはあまり無いという。

## 参加作品

### テレビアニメ
- きまぐれオレンジ☆ロード（1987-1988年）原画
- シティーハンター（1987-1988年）原画
- シティーハンター3（1989-1990年）原画
- 課長王子（1999年）OP絵コンテ・演出・作画監督・原画
- Sci-Fi HARRY（2000-2001年）OP原画
- 妄想代理人 （2004年）原画（10話、12話）
- 火の鳥（2004年）原画（7話）
- サムライチャンプルー（2004年）原画（26話）
- ファンタジックチルドレン（2004-2005年）原画（13話）
- はじめの一歩 Rising（2013-2014年）原画（20話）
- ブレイドアンドソウル（2014年）原画（4、11話）
- ピンポン THE ANIMATION（2014年）オープニングアニメーション原画
- ルパン三世 PART IV（2015年）原画（2話）
- ボールルームへようこそ（2017年）原画（21話）
- ドロヘドロ（2020年）原画（10話）

### 劇場アニメ
- AKIRA（1988年）原画
- ヴイナス戦記（1988年）原画
- MAROKO 麿子（1990年）原画
- 女戦士エフェ＆ジーラ グーデの紋章（1990年）原画
- とべ!くじらのピーク（1991年）原画
- 走れメロス（1992年）原画
- ユンカース・カム・ヒア パイロット版（1995年）キャラクターデザイン・作画監督・原画
- ユンカース・カム・ヒア（1995年）エンディング
- X -エックス-（1996年）原画
- 天地無用! in LOVE（1996年）原画
- スプリガン（1998年）原画
- パーフェクトブルー（1998年）原画
- ホーホケキョ となりの山田くん（1999年）原画
- メトロポリス（2001年）原画
- 千と千尋の神隠し（2001年）原画
- くじらとり（2001年）原画
- ギブリーズ episode2（2002年）原画
- 東京ゴッドファーザーズ（2003年）原画
- イノセンス（2004年）原画
- space station No.9（2005）原画
- 劇場版xxxHOLiC 真夏ノ夜ノ夢（2005年）原画
- 劇場版 NARUTO -ナルト- 大激突!幻の地底遺跡だってばよ（2005年）原画
- 映画ドラえもん のび太の恐竜2006（2006年）原画
- ゲド戦記（2006年）原画
- 劇場版 NARUTO -ナルト- 大興奮!みかづき島のアニマル騒動だってばよ（2006年）原画
- パプリカ（2006年）原画
- 鉄コン筋クリート（2006年）原画
- 劇場版 NARUTO -ナルト- 疾風伝（2007年）作画監督補佐・原画
- Genius Party Beyond「わんわ」（2008年）原画
- 鬼神伝（2011年）物の怪デザイン・色原案・作画監督
- 虹色ほたる 〜永遠の夏休み〜（2012年）原画
- かぐや姫の物語（2013年）作画・絵コンテ補佐
- 思い出のマーニー（2014年）原画
- THE LAST -NARUTO THE MOVIE-（2014年）原画
- BORUTO -NARUTO THE MOVIE-（2015年）原画
- 夜明け告げるルーのうた（2017年）原画
- メアリと魔女の花（2017年）原画
- ちいさな英雄-カニとタマゴと透明人間-「サムライエッグ」「透明人間」（2018年）原画
- 鹿の王 ユナと約束の旅（2022年）原画

### OVA
- ザ・サムライ（1987年）原画
- 機動警察パトレイバー（1988年）OP原画
- トップをねらえ!（1988年）原画（4話）
- ドミニオン（1988-1989年）原画
- ダーティペア（1987-1988年）原画
- 御先祖様万々歳!（1989-1990年）原画
- 虚無戦史MIROKU（1989年）原画
- エンゼルコップ（1989-1994年）スペシャル原画（2話）、原画（4話）
- 孔雀王2 幻影城（1989年） 原画
- 暗黒神伝承 武神（1990-1992年）原画
- THE八犬伝（1990-1991年）作画監督（1話）、原画（1話）
- 夢枕獏 とわいらいと劇場「骨董屋」（1991年）原画
- 夢枕獏 とわいらいと劇場「四畳半漂流記」（1991年）監督・脚本・絵コンテ・キャラクターデザイン・作画監督・原画
- STAR DUST（1992年）原画
- 幻想叙譚エルシア（1992-1993）原画
- グリーンレジェンド乱（1992-1993）原画
- THE八犬伝 〜新章〜（1993-1995年）第3話「妖猫譚」作画監督、第4話「はまじ再臨」原画
- 地獄堂霊界通信（1996年）原画
- 影技 SHADOW SKILL（1996年）原画
- フォトン（1997-1999年）原画
- 青の6号（1998-2000年）原画（4話）
- フリクリ（2000-2001年）原画（3話、ノンクレジット）
- ジョジョの奇妙な冒険 ADVENTURE（2000-2002年）原画（7話）
- ANIMATRIX「KID'S STORY」（2003年）キャラクターデザイン・作画監督・原画
- ANIMATRIX「A DETECTIVE STORY」（2003年）原画
- 戦闘妖精雪風（2002-2005）作画監督補佐（3、4話）
- PARASITE DOLLS（2003年）原画（2話）

### Web アニメ
- 日本アニメ（ーター）見本市 「西荻窪駅徒歩20分2LDK敷礼2ヶ月ペット不可」（2014年）原画
- 日本アニメ（ーター）見本市「Kanón」（2015年）原画
- 日本アニメ（ーター）見本市「ハンマーヘッド」（2015年）原画
- ブレードランナー ブラックアウト2022（2017年）原画

### 実写映画
- ハケンアニメ!（2022年）劇中アニメ「運命戦線リデルライト」原画

### PV
- どれどれの唄（2005年）原画

### CM
- KNBユメデジPRスポット「はじまるよ えらいこっちゃ編/テレビ新世界編/新世界遊泳編」（2004年）演出[注 6]
- AutoPanther[オートパンサー]（2016年）作画[注 7]
- NTTドコモ - 『メアリと魔女の花』のdポイントキャンペーンムービー「ポインコって飛べるの…?!」（2017年）

## 出版物

### 絵本
- はしもとしんじ (著, イラスト)『ゆっちゅとめっぴとほしのゆうえんち[8]』（スタジオジブリ編集、ゴマブックス、2007年7月4日発売）ISBN 978-4-77-710652-3

### 画集・絵コンテ集
- スタジオジブリ絵コンテ全集 20『かぐや姫の物語[8]』（徳間書店、2013年12月18日発売）ISBN 978-4-19-863711-8